# Février 1876

## Événements
- 1er février : Andrew Charles Elliott devient premier ministre de la Colombie-Britannique à la place de George Anthony Walkem.

- 8 février : la brasserie Feldschlösschen voit le jour à Rheinfelden.

- 19 février (calendrier julien) : le khanat de Kokand se soumet aux Russes. La Kirghizie est rattachée à l’Empire russe. La région fait partie de la province (kray) du Turkestan.

- 20 février - 5 mars, France : succès républicain aux élections législatives avec 360 députés contre 170 aux conservateurs.

- 23 février - 9 mars et 9 mars - 2 décembre, France : troisième et quatrième gouvernements Jules Dufaure.

- 27 février : traité de Kanghwa. Les Japonais obligent la Corée à établir des relations diplomatiques avec eux, par la signature d’un traité d’amitié et de commerce, affaiblissant ainsi les liens traditionnels avec la Chine. Dans les faits, il s’agit d’un traité inégal. Plusieurs ports, dont Pusan, sont ouverts au commerce japonais. Les ressortissants japonais bénéficient du privilège d’exterritorialité. La Corée se déclare indépendante de la Chine.

## Naissances
- 5 février : Alexandre Bouchet, général français, pionnier de l'aviation militaire († 11 mai 1958)
- 8 février : Paula Modersohn-Becker, peintre allemande († 21 novembre 1907).
- 11 février : Franz Czeminski, homme politique allemand († 1945).
- 12 février : Thubten Gyatso, treizième dalaï-lama († 1933).
- 16 février : Mack Swain, acteur et réalisateur américain († 25 août 1935).
- 21 février :
  - Constantin Brancusi, sculpteur français d'origine roumaine.
  - Piotr Kontchalovski, peintre russe († 2 février 1956).
  - Joseph Meister (mort le 24 juin 1940)
- 26 février : Pauline Musters, néerlandaise, femme la plus petite ayant jamais été mesurée († 18 mars 1895).

## Décès
- 5 février : George Ryan, homme politique du Nouveau-Brunswick.
- 18 février : Adolphe Brongniart, botaniste, français, (° 1801).